# 제35회 G8 정상회의

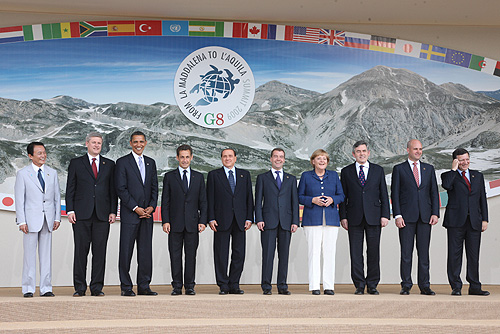

제35회 G8 정상회의는 2009년 7월 8~10일 이탈리아 아브루초 라퀼라에서 열렸다. 원래는 사르데냐 해변 도시 라마달레나에서 열릴 예정이었으나, 그해 4월 발생한 엄청난 지진 이후 재난 자금을 재분배했다.
이전에 이탈리아가 개최한 정상회담 장소는 다음과 같다: 베니스(1980), 베니스(1987), 나폴리(1994)와 제노바(2001). G8 정상회의는 세계 정치 지도자들의 모임을 넘어 진화했다. 이번 행사는 다양한 비정부기구, 활동가, 시민단체가 모여 다양한 이슈를 논의하는 자리가 되었다.

## 같이 보기
- 기후변화에 관한 정부간 협의체
- 기후변화에 관한 유엔 기본 협약